# Omega Carinae
Désignations
Omega Carinae (ω Car / ω Carinae) est une étoile de la constellation de la Carène. Sa magnitude apparente est de +3,33. Avec une déclinaison supérieure à 70 degrés sud de l'équateur céleste, elle est la plus australe des étoiles brillantes de la Carène (3e magnitude ou moins) et fait partie du populaire astérisme austral appelé la Croix de diamant.
ω Carinae présente une parallaxe annuelle de 9,54 ± 0,09 mas telle que mesurée par le satellite Hipparcos, ce qui permet d'en déduire qu'elle est distante de 342 ± 3 a.l. (∼ 105 pc) de la Terre. Elle s'éloigne du Système solaire à une vitesse radiale de +10 km/s.
ω Carinae est une géante bleue-blanche de type spectral B8 IIIe. La lettre « e » dans son suffixe indique qu'il s'agit d'une étoile Be, qui montre des raies d'émission de l'hydrogène dans son spectre. ω Carinae est également une étoile à enveloppe, ayant un disque circumstellaire de gaz qui entoure son équateur.